# WTA Tour 2006
Auf der WTA Tour 2006 (offiziell: Sony Ericsson WTA Tour 2006) im Damentennis wurden von der Women’s Tennis Association 61 Turniere in 36 Ländern veranstaltet.
Erfolgreichste Spielerin des Jahres war Justine Henin-Hardenne. Sie konnte sechs Turniere (Sydney, Dubai, French Open, Eastbourne, New Haven, Madrid) für sich entscheiden und erreichte zudem bei allen Grand-Slam-Turnieren das Endspiel. Folgerichtig führte sie am Jahresende nicht nur die Weltrangliste, sondern auch die Preisgeld-Liste an. Jeweils fünf Turniersiege konnten die Russinnen Nadja Petrowa (Doha, Amelia Island, Charleston, Berlin, Stuttgart) und Marija Scharapowa (Indian Wells, San Diego, US Open, Zürich, Linz) für sich verbuchen.
Im Doppel dominierte die amerikanisch-australische Kombination Raymond/Stosur. Insgesamt zehn Turniere (Tokio, Memphis, Indian Wells, Miami, Charleston, French Open, Stuttgart, Linz, Hasselt, Madrid) beendete das Duo siegreich.
In Portoroz siegte mit Tamira Paszek nicht nur zum einzigen Mal im Jahr 2006 eine Qualifikantin, sondern gleichzeitig mit 15 Jahren auch die jüngste Turniersiegerin des Jahres. Anna-Lena Grönefeld in Acapulco, Vania King in Bangkok und Shahar Peer in Prag gelang es beim jeweiligen Turnier Einzel- und Doppelkonkurrenz zu gewinnen.
Die Teamwettbewerbe Hopman Cup und Fed Cup sind nicht Bestandteil der WTA Tour. Hier werden sie aufgeführt, weil die Spitzenspielerinnen diese Turniere in der Regel spielen.
Nachfolgend alle Endspiele des Jahres sowie die Welt- und Geldrangliste 2006.

## Turnierplan
| Kategorie          |
| ------------------ |
| Grand Slam         |
| Tour Championships |
| Tier I             |
| Tier II            |
| Tier III           |
| Tier IV & V        |

| Sonstige   |
| ---------- |
| Hopman Cup |
| Fed Cup    |

### Erklärungen
Die Zeichenfolge von z. B. 128E/96Q/64D/32Q/32M hat folgende Bedeutung:

128E = 128 Spielerinnen spielen im Einzel

96Q = 96 Spielerinnen spielen die Qualifikation

64D = 64 Paarungen spielen im Doppel

32Q = 32 Paarungen spielen die Qualifikation

32M = 32 Paarungen spielen im Mixed

### Januar
| Datum 1 | Turnier | Sieger(in)                        | Finalgegner(in)                     | Ergebnis         |
| ------- | --- | --------------------------------- | ----------------------------------- | ---------------- |
| 02.01.  | Hopman Cup Perth, Australien ITF – 1.000.000AU$ Hartplatz                                                           | Lisa Raymond Taylor Dent          | Michaëlla Krajicek Peter Wessels    | 2:1              |
| 02.01.  | ASB Classic Auckland, Neuseeland Tier IV – 145.000 $ Hartplatz – 32E/32Q/16D/4Q                                     | Marion Bartoli                    | Wera Swonarjowa                     | 6:2, 6:2         |
| 02.01.  | ASB Classic Auckland, Neuseeland Tier IV – 145.000 $ Hartplatz – 32E/32Q/16D/4Q                                     | Jelena Lichowzewa Wera Swonarjowa | Émilie Loit Barbora Strýcová        | 6:3, 6:4         |
| 02.01.  | Mondial Australian Women’s Hardcourts Gold Coast, Australien Tier III – 200.000 $ Hartplatz – 32E/32Q/16D/4Q        | Lucie Šafářová                    | Flavia Pennetta                     | 6:3, 6:4         |
| 02.01.  | Mondial Australian Women’s Hardcourts Gold Coast, Australien Tier III – 200.000 $ Hartplatz – 32E/32Q/16D/4Q        | Dinara Safina Meghann Shaughnessy | Cara Black Rennae Stubbs            | 6:2, 6:3         |
| 09.01.  | Richard Luton Properties Canberra International Canberra, Australien Tier IV – 145.000 $ Hartplatz – 32E/30Q/16D/3Q | Anabel Medina Garrigues           | Cho Yoon-jeong                      | 6:4, 0:6, 6:4    |
| 09.01.  | Richard Luton Properties Canberra International Canberra, Australien Tier IV – 145.000 $ Hartplatz – 32E/30Q/16D/3Q | Marta Domachowska Roberta Vinci   | Claire Curran Līga Dekmeijere       | 7:65, 6:3        |
| 09.01.  | Medibank International Sydney, Australien Tier II – 419.000 $ Hartplatz – 28E/32Q/16D/4Q                            | Justine Henin-Hardenne            | Flavia Pennetta                     | 4:6, 7:5, 7:5    |
| 09.01.  | Medibank International Sydney, Australien Tier II – 419.000 $ Hartplatz – 28E/32Q/16D/4Q                            | Corina Morariu Rennae Stubbs      | Virginia Ruano Pascual Paola Suárez | 6:3, 5:7, 6:2    |
| 09.01.  | Moorilla Hobart International Hobart, Australien Tier IV – 145.000 $ Hartplatz – 32E/32Q/16D/4Q                     | Michaëlla Krajicek                | Iveta Benešová                      | 6:2, 6:1         |
| 09.01.  | Moorilla Hobart International Hobart, Australien Tier IV – 145.000 $ Hartplatz – 32E/32Q/16D/4Q                     | Émilie Loit Nicole Pratt          | Jill Craybas Jelena Kostanić        | 6:2, 6:1         |
| 16.01.  | Australian Open Melbourne, Australien Grand Slam – 6.137.500 $ Hartplatz – 128E/96Q/64D/32M                         | Amélie Mauresmo                   | Justine Henin-Hardenne              | 6:1, 2:0 Aufgabe |
| 16.01.  | Australian Open Melbourne, Australien Grand Slam – 6.137.500 $ Hartplatz – 128E/96Q/64D/32M                         | Yan Zi Zheng Jie                  | Lisa Raymond Samantha Stosur        | 2:6, 7:67, 6:3   |
| 16.01.  | Australian Open Melbourne, Australien Grand Slam – 6.137.500 $ Hartplatz – 128E/96Q/64D/32M                         | Martina Hingis Mahesh Bhupathi    | Jelena Lichowzewa Daniel Nestor     | 6:3, 6:3         |
| 30.01.  | Toray Pan Pacific Open (Halle) Tokio, Japan Tier I – 1.340.000 $ Teppich – 28E/32Q/16D/4Q                           | Jelena Dementjewa                 | Martina Hingis                      | 6:2, 6:0         |
| 30.01.  | Toray Pan Pacific Open (Halle) Tokio, Japan Tier I – 1.340.000 $ Teppich – 28E/32Q/16D/4Q                           | Lisa Raymond Samantha Stosur      | Cara Black Rennae Stubbs            | 6:2, 6:1         |

### Februar
| Datum 1 | Turnier | Siegerin                                | Finalgegnerin                         | Ergebnis       |
| ------- | --- | --------------------------------------- | ------------------------------------- | -------------- |
| 06.02.  | Open Gaz de France (Halle) Paris, Frankreich Tier II – 600.000 $ Hartplatz – 28E/32Q/16D/4Q                       | Amélie Mauresmo                         | Mary Pierce                           | 6:1, 7:62      |
| 06.02.  | Open Gaz de France (Halle) Paris, Frankreich Tier II – 600.000 $ Hartplatz – 28E/32Q/16D/4Q                       | Émilie Loit Květa Peschke               | Cara Black Rennae Stubbs              | 7:65, 6:4      |
| 06.02.  | Pattaya Women´s Open by Yaris Pattaya, Thailand Tier IV – 170.000 $ Hartplatz – 32E/32Q/16D/4Q                    | Shahar Peer                             | Jelena Kostanić                       | 6:3, 6:1       |
| 06.02.  | Pattaya Women´s Open by Yaris Pattaya, Thailand Tier IV – 170.000 $ Hartplatz – 32E/32Q/16D/4Q                    | Li Ting Sun Tiantian                    | Yan Zi Zheng Jie                      | 3:6, 6:1, 7:65 |
| 13.02.  | Proximus Diamond Games (Halle) Antwerpen, Belgien Tier II – 600.000 $ Hartplatz – 28E/32Q/16D/4Q                  | Amélie Mauresmo                         | Kim Clijsters                         | 3:6, 6:3, 6:3  |
| 13.02.  | Proximus Diamond Games (Halle) Antwerpen, Belgien Tier II – 600.000 $ Hartplatz – 28E/32Q/16D/4Q                  | Dinara Safina Katarina Srebotnik        | Stéphanie Foretz Michaëlla Krajicek   | 6:1, 6:1       |
| 13.02.  | Bangalore Open Bangalore, Indien Tier III – 200.000 $ Hartplatz – 32E/32Q/16D/4Q                                  | Mara Santangelo                         | Jelena Kostanić                       | 3:6, 7:65, 6:3 |
| 13.02.  | Bangalore Open Bangalore, Indien Tier III – 200.000 $ Hartplatz – 32E/32Q/16D/4Q                                  | Liezel Huber Sania Mirza                | Anastassija Rodionowa Jelena Wesnina  | 6:3, 6:3       |
| 20.02.  | Cellular South Cup (Halle) Memphis, Vereinigte Staaten Tier III – 200.000 $ Hartplatz – 32E/26Q/16D/2Q            | Sofia Arvidsson                         | Marta Domachowska                     | 6:2, 2:6, 6:3  |
| 20.02.  | Cellular South Cup (Halle) Memphis, Vereinigte Staaten Tier III – 200.000 $ Hartplatz – 32E/26Q/16D/2Q            | Lisa Raymond Samantha Stosur            | Wiktoryja Asaranko Caroline Wozniacki | 7:62, 6:3      |
| 20.02.  | Dubai Duty Free Women´s Open Dubai, Vereinigte Arabische Emirate Tier II – 1.000.000 $ Hartplatz – 28E/26Q/16D/4Q | Justine Henin-Hardenne                  | Marija Scharapowa                     | 7:5, 6:2       |
| 20.02.  | Dubai Duty Free Women´s Open Dubai, Vereinigte Arabische Emirate Tier II – 1.000.000 $ Hartplatz – 28E/26Q/16D/4Q | Květa Peschke Francesca Schiavone       | Swetlana Kusnezowa Nadja Petrowa      | 3:6, 7:61, 6:3 |
| 20.02.  | Copa Colsanitas Seguros Bolivar Bogotá, Kolumbien Tier III – 200.000 $ Sandplatz (rot) – 32E/32Q/16D/4Q           | Lourdes Domínguez Lino                  | Flavia Pennetta                       | 7:63, 6:4      |
| 20.02.  | Copa Colsanitas Seguros Bolivar Bogotá, Kolumbien Tier III – 200.000 $ Sandplatz (rot) – 32E/32Q/16D/4Q           | Gisela Dulko Flavia Pennetta            | Ágnes Szávay Jasmin Wöhr              | 7:61, 6:1      |
| 27.02.  | Qatar Total Open Doha, Katar Tier II – 600.000 $ Hartplatz – 28E/27Q/16D/4Q                                       | Nadja Petrowa                           | Amélie Mauresmo                       | 6:4, 6:2       |
| 27.02.  | Qatar Total Open Doha, Katar Tier II – 600.000 $ Hartplatz – 28E/27Q/16D/4Q                                       | Daniel Hantuchová Ai Sugiyama           | Li Ting Sun Tiantian                  | 6:4, 6:4       |
| 27.02.  | Abierto Mexicano TELCEL Acapulco, Mexiko Tier III – 180.000 $ Sandplatz (rot) – 32E/26Q/16D/4Q                    | Anna-Lena Grönefeld                     | Flavia Pennetta                       | 6:1, 4:6, 6:2  |
| 27.02.  | Abierto Mexicano TELCEL Acapulco, Mexiko Tier III – 180.000 $ Sandplatz (rot) – 32E/26Q/16D/4Q                    | Anna-Lena Grönefeld Meghann Shaughnessy | Émilie Loit Shinobu Asagoe            | 6:1, 6:3       |

### März
| Datum 1 | Turnier                                                                                            | Siegerin                     | Finalgegnerin                              | Ergebnis |
| ------- | -------------------------------------------------------------------------------------------------- | ---------------------------- | ------------------------------------------ | -------- |
| 06.03.  | Pacific Life Open Indian Wells, Vereinigte Staaten Tier I – 2.100.000 $ Hartplatz – 96E/48Q/32D/8Q | Marija Scharapowa            | Jelena Dementjewa                          | 6:1, 6:2 |
| 06.03.  | Pacific Life Open Indian Wells, Vereinigte Staaten Tier I – 2.100.000 $ Hartplatz – 96E/48Q/32D/8Q | Lisa Raymond Samantha Stosur | Virginia Ruano Pascual Meghann Shaughnessy | 6:2, 7:5 |
| 20.03.  | NASDAQ-100 Open Miami, Vereinigte Staaten Tier I – 3.450.000 $ Hartplatz – 96E/48Q/32D/8Q          | Swetlana Kusnezowa           | Marija Scharapowa                          | 6:4, 6:3 |
| 20.03.  | NASDAQ-100 Open Miami, Vereinigte Staaten Tier I – 3.450.000 $ Hartplatz – 96E/48Q/32D/8Q          | Lisa Raymond Samantha Stosur | Martina Navratilova Liezel Huber           | 6:4, 7:5 |

### April
| Datum 1 | Turnier | Siegerin                          | Finalgegnerin                              | Ergebnis      |
| ------- | --- | --------------------------------- | ------------------------------------------ | ------------- |
| 03.04.  | Bausch & Lomb Championships Amelia Island, Vereinigte Staaten Tier II – 600.000 $ Sandplatz (grün) – 56E/32Q/16D/4Q | Nadja Petrowa                     | Francesca Schiavone                        | 6:4, 6:4      |
| 03.04.  | Bausch & Lomb Championships Amelia Island, Vereinigte Staaten Tier II – 600.000 $ Sandplatz (grün) – 56E/32Q/16D/4Q | Shinobu Asagoe Katarina Srebotnik | Liezel Huber Sania Mirza                   | 6:2, 6:4      |
| 10.04.  | Family Circle Cup Charleston, Vereinigte Staaten Tier I – 1.340.000 $ Sandplatz (grün) – 56E/32Q/28D/4Q             | Nadja Petrowa                     | Patty Schnyder                             | 6:3, 4:6, 6:1 |
| 10.04.  | Family Circle Cup Charleston, Vereinigte Staaten Tier I – 1.340.000 $ Sandplatz (grün) – 56E/32Q/28D/4Q             | Lisa Raymond Samantha Stosur      | Virginia Ruano Pascual Meghann Shaughnessy | 3:6, 6:1, 6:1 |

### Mai
| Datum 1 | Turnier | Sieger(in)                            | Finalgegner(in)                            | Ergebnis           |
| ------- | --- | ------------------------------------- | ------------------------------------------ | ------------------ |
| 01.05.  | Estoril Open Oeiras, Portugal Tier IV – 145.000 $ Sandplatz (rot) – 32E/32Q/16D/4Q                           | Zheng Jie                             | Li Na                                      | 6:75, 7:5, Aufgabe |
| 01.05.  | Estoril Open Oeiras, Portugal Tier IV – 145.000 $ Sandplatz (rot) – 32E/32Q/16D/4Q                           | Li Ting Sun Tiantian                  | Gisela Dulko Maria Sánchez Lorenzo         | 6:2, 6:2           |
| 01.05.  | J&S Cup Warschau, Polen Tier II – 600.000 $ Sandplatz (rot) – 28E/32Q/16D/4Q                                 | Kim Clijsters                         | Swetlana Kusnezowa                         | 7:5, 6:2           |
| 01.05.  | J&S Cup Warschau, Polen Tier II – 600.000 $ Sandplatz (rot) – 28E/32Q/16D/4Q                                 | Jelena Lichowzewa Anastassija Myskina | Anabel Medina Garrigues Katarina Srebotnik | 6:3, 6:4           |
| 08.05.  | ECM Prague Open Prag, Tschechien Tier IV – 145.000 $ Sandplatz (rot) – 32E/32Q/16D/4Q                        | Shahar Peer                           | Samantha Stosur                            | 4:6, 6:2, 6:1      |
| 08.05.  | ECM Prague Open Prag, Tschechien Tier IV – 145.000 $ Sandplatz (rot) – 32E/32Q/16D/4Q                        | Marion Bartoli Shahar Peer            | Ashley Harkleroad Bethanie Mattek          | 6:4, 6:4           |
| 08.05.  | Qatar Telecom German Open Berlin, Deutschland Tier I – 1.340.000 $ Sandplatz (rot) – 56E/32Q/28D/4Q          | Nadja Petrowa                         | Justine Henin-Hardenne                     | 4:6, 6:4, 7:5      |
| 08.05.  | Qatar Telecom German Open Berlin, Deutschland Tier I – 1.340.000 $ Sandplatz (rot) – 56E/32Q/28D/4Q          | Yan Zi Zheng Jie                      | Jelena Dementjewa Flavia Pennetta          | 6:2, 6:3           |
| 15.05.  | Internazionali d’Italia Rom, Italien Tier I – 1.340.000 $ Sandplatz (rot) – 56E/32Q/28D/4Q                   | Martina Hingis                        | Dinara Safina                              | 6:2, 7:5           |
| 15.05.  | Internazionali d’Italia Rom, Italien Tier I – 1.340.000 $ Sandplatz (rot) – 56E/32Q/28D/4Q                   | Daniela Hantuchová Ai Sugiyama        | Květa Peschke Francesca Schiavone          | 3:6, 6:3, 6:1      |
| 15.05.  | Grand Prix de SAR La Princesse Lalla Meryem Rabat, Marokko Tier IV – 145.000 $ Sandplatz (rot) – 32E/26Q/14D | Meghann Shaughnessy                   | Martina Suchá                              | 6:2, 3:6, 6:3      |
| 15.05.  | Grand Prix de SAR La Princesse Lalla Meryem Rabat, Marokko Tier IV – 145.000 $ Sandplatz (rot) – 32E/26Q/14D | Yan Zi Zheng Jie                      | Ashley Harkleroad Bethanie Mattek          | 6:1, 6:3           |
| 22.05.  | Internationaux de Strasbourg Straßburg, Frankreich Tier III – 200.000 $ Sandplatz (rot) – 30E/30Q/16D        | Nicole Vaidišová                      | Peng Shuai                                 | 7:67, 6:3          |
| 22.05.  | Internationaux de Strasbourg Straßburg, Frankreich Tier III – 200.000 $ Sandplatz (rot) – 30E/30Q/16D        | Martina Navratilova Liezel Huber      | Martina Müller Andreea Vanc                | 6:2, 7:61          |
| 22.05.  | İstanbul Cup Istanbul, Türkei Tier III – 200.000 $ Sandplatz (rot) – 30E/32Q/16D/4Q                          | Shahar Peer                           | Anastassija Myskina                        | 1:6, 6:3, 7:63     |
| 22.05.  | İstanbul Cup Istanbul, Türkei Tier III – 200.000 $ Sandplatz (rot) – 30E/32Q/16D/4Q                          | Aljona Bondarenko Nastassja Jakimawa  | Sania Mirza Alicia Molik                   | 6:2, 6:4           |
| 29.05.  | French Open Paris, Frankreich Grand Slam – 6.747.626 $ Sandplatz (rot) – 128E/96Q/64D/32M                    | Justine Henin-Hardenne                | Swetlana Kusnezowa                         | 6:4, 6:4           |
| 29.05.  | French Open Paris, Frankreich Grand Slam – 6.747.626 $ Sandplatz (rot) – 128E/96Q/64D/32M                    | Lisa Raymond Samantha Stosur          | Daniela Hantuchová Ai Sugiyama             | 6:3, 6:2           |
| 29.05.  | French Open Paris, Frankreich Grand Slam – 6.747.626 $ Sandplatz (rot) – 128E/96Q/64D/32M                    | Katarina Srebotnik Nenad Zimonjić     | Jelena Lichowzewa Daniel Nestor            | 6:3, 6:4           |

### Juni
| Datum 1 | Turnier | Sieger(in)                         | Finalgegner(in)                     | Ergebnis       |
| ------- | --- | ---------------------------------- | ----------------------------------- | -------------- |
| 12.06.  | DFS Classic Birmingham, Großbritannien Tier III – 200.000 $ Rasen – 56E/32Q/16D/4Q                                | Wera Swonarjowa                    | Jamea Jackson                       | 7:612, 7:65    |
| 12.06.  | DFS Classic Birmingham, Großbritannien Tier III – 200.000 $ Rasen – 56E/32Q/16D/4Q                                | Jelena Janković Li Na              | Jil Craybos Liezel Huber            | 6:2, 6:4       |
| 19.06.  | Hastings Direct International Championships Eastbourne, Großbritannien Tier II – 600.000 $ Rasen – 28E/32Q/16D/4Q | Justine Henin-Hardenne             | Anastassija Myskina                 | 4:6, 6:1, 7:65 |
| 19.06.  | Hastings Direct International Championships Eastbourne, Großbritannien Tier II – 600.000 $ Rasen – 28E/32Q/16D/4Q | Swetlana Kusnezowa Amélie Mauresmo | Martina Navratilova Liezel Huber    | 6:2, 6:4       |
| 19.06.  | Ordina Open ’s-Hertogenbosch, Niederlande Tier III – 200.000 $ Rasen – 30E/16Q/16D/4Q                             | Michaëlla Krajicek                 | Dinara Safina                       | 6:3, 6:4       |
| 19.06.  | Ordina Open ’s-Hertogenbosch, Niederlande Tier III – 200.000 $ Rasen – 30E/16Q/16D/4Q                             | Yan Zi Zheng Jie                   | Ana Ivanović Marija Kirilenko       | 3:6, 6:2, 6:2  |
| 26.06.  | Wimbledon Championships London, Großbritannien Grand Slam – 6.743.737 $ Rasen – 128E/96Q/64D/16Q/64M              | Amélie Mauresmo                    | Justine Henin-Hardenne              | 2:6, 6:3, 6:4  |
| 26.06.  | Wimbledon Championships London, Großbritannien Grand Slam – 6.743.737 $ Rasen – 128E/96Q/64D/16Q/64M              | Yan Zi Zheng Jie                   | Virginia Ruano Pascual Paola Suárez | 6:3, 3:6, 6:2  |
| 26.06.  | Wimbledon Championships London, Großbritannien Grand Slam – 6.743.737 $ Rasen – 128E/96Q/64D/16Q/64M              | Wera Swonarjowa Andy Ram           | Venus Williams Bob Bryan            | 6:3, 6:2       |

### Juli
| Datum 1 | Turnier | Siegerin                            | Finalgegnerin                           | Ergebnis      |
| ------- | --- | ----------------------------------- | --------------------------------------- | ------------- |
| 17.07.  | Internazionali Femminili di Palermo Palermo, Italien Tier IV – 145.000 $ Sandplatz (rot) – 32E/26Q/16D/4Q                   | Anabel Medina Garrigues             | Tathiana Garbin                         | 6:4, 6:4      |
| 17.07.  | Internazionali Femminili di Palermo Palermo, Italien Tier IV – 145.000 $ Sandplatz (rot) – 32E/26Q/16D/4Q                   | Janette Husárová Michaëlla Krajicek | Alice Canepa Giulia Gabba               | 6:0, 6:0      |
| 17.07.  | Western & Southern Financial Group Women’s Open Cincinnati, Vereinigte Staaten Tier III – 200.000 $ Hartplatz – 32E/24Q/15D | Wera Swonarjowa                     | Katarina Srebotnik                      | 6:2, 6:4      |
| 17.07.  | Western & Southern Financial Group Women’s Open Cincinnati, Vereinigte Staaten Tier III – 200.000 $ Hartplatz – 32E/24Q/15D | Maria Elena Camerin Gisela Dulko    | Marta Domachowska Sania Mirza           | 6:4, 3:6, 6:2 |
| 24.07.  | Bank of the West Classic Stanford, Vereinigte Staaten Tier II – 600.000 $ Hartplatz – 32E/32Q/16D/4Q                        | Kim Clijsters                       | Patty Schnyder                          | 6:4, 6:2      |
| 24.07.  | Bank of the West Classic Stanford, Vereinigte Staaten Tier II – 600.000 $ Hartplatz – 32E/32Q/16D/4Q                        | Anna-Lena Grönefeld Shahar Peer     | Maria Elena Camerin Gisela Dulko        | 6:1, 6:4      |
| 24.07.  | Budapest Grand Prix Budapest, Ungarn Tier IV – 145.000 $ Sandplatz (rot) – 32E/27Q/16D/4Q                                   | Anna Smaschnowa                     | Lourdes Domínguez Lino                  | 6:1, 6:3      |
| 24.07.  | Budapest Grand Prix Budapest, Ungarn Tier IV – 145.000 $ Sandplatz (rot) – 32E/27Q/16D/4Q                                   | Janette Husárová Michaëlla Krajicek | Lucie Hradecká Renata Voráčová          | 4:6, 6:4, 6:4 |
| 31.07.  | Acura Classic San Diego, Vereinigte Staaten Tier I – 1.340.000 $ Hartplatz – 56E/27Q/28D/3Q                                 | Marija Scharapowa                   | Kim Clijsters                           | 7:5, 7:5      |
| 31.07.  | Acura Classic San Diego, Vereinigte Staaten Tier I – 1.340.000 $ Hartplatz – 56E/27Q/28D/3Q                                 | Cara Black Rennae Stubbs            | Anna-Lena Grönefeld Meghann Shaughnessy | 6:2, 6:2      |

### August
| Datum 1 | Turnier | Sieger(in)                          | Finalgegner(in)                  | Ergebnis         |
| ------- | --- | ----------------------------------- | -------------------------------- | ---------------- |
| 07.08.  | JPMorgan Chase Open Carson, Vereinigte Staaten Tier II – 600.000 $ Hartplatz – 56E/32Q/16D/4Q                          | Jelena Dementjewa                   | Jelena Janković                  | 6:3, 4:6, 6:4    |
| 07.08.  | JPMorgan Chase Open Carson, Vereinigte Staaten Tier II – 600.000 $ Hartplatz – 56E/32Q/16D/4Q                          | Virginia Ruano Pascual Paola Suárez | Daniela Hantuchová Ai Sugiyama   | 6:3, 6:4         |
| 07.08.  | Nordea Nordic Light Open Stockholm, Schweden Tier IV – 145.000 $ Hartplatz – 32E/32Q/16D/4Q                            | Zheng Jie                           | Anastassija Myskina              | 6:4, 6:1         |
| 07.08.  | Nordea Nordic Light Open Stockholm, Schweden Tier IV – 145.000 $ Hartplatz – 32E/32Q/16D/4Q                            | Eva Birnerová Jarmila Gajdošová     | Yan Zi Zheng Jie                 | 0:6, 6:4, 6:2    |
| 14.08.  | Rogers Cup presented by National Bank Montreal, Kanada Tier I – 1.340.000 $ Hartplatz – 56E/28Q/48D/4Q                 | Ana Ivanović                        | Martina Hingis                   | 6:2, 6:3         |
| 14.08.  | Rogers Cup presented by National Bank Montreal, Kanada Tier I – 1.340.000 $ Hartplatz – 56E/28Q/48D/4Q                 | Martina Navratilova Nadja Petrowa   | Cara Black Anna-Lena Grönefeld   | 6:1, 6:2         |
| 21.08.  | Pilot Pen Tennis New Haven, Vereinigte Staaten Tier II – 600.000 $ Hartplatz – 32E/28Q/16D/4Q                          | Justine Henin-Hardenne              | Lindsay Davenport                | 6:0, 1:0 Aufgabe |
| 21.08.  | Pilot Pen Tennis New Haven, Vereinigte Staaten Tier II – 600.000 $ Hartplatz – 32E/28Q/16D/4Q                          | Yan Zi Zheng Jie                    | Lisa Raymond Samantha Stosur     | 6:4, 6:2         |
| 21.08.  | Forest Hills Sony Ericsson WTA Tour Tennis Classic Forest Hills, Vereinigte Staaten Tier IV – 74.800 $ Hartplatz – 16E | Meghann Shaughnessy                 | Anna Smaschnowa                  | 1:6, 6:0, 6:4    |
| 28.08.  | US Open New York, Vereinigte Staaten Grand Slam – 8.332.000 $ Hartplatz – 128E/128Q/64D/32M                            | Marija Scharapowa                   | Justine Henin-Hardenne           | 6:4, 6:4         |
| 28.08.  | US Open New York, Vereinigte Staaten Grand Slam – 8.332.000 $ Hartplatz – 128E/128Q/64D/32M                            | Nathalie Dechy Wera Swonarjowa      | Dinara Safina Katarina Srebotnik | 7:65, 7:5        |
| 28.08.  | US Open New York, Vereinigte Staaten Grand Slam – 8.332.000 $ Hartplatz – 128E/128Q/64D/32M                            | Martina Navratilova Bob Bryan       | Květa Peschke Martin Damm        | 6:2, 6:3         |

### September
| Datum 1 | Turnier                                                                                               | Siegerin                            | Finalgegnerin                       | Ergebnis       |
| ------- | --- | ----------------------------------- | ----------------------------------- | -------------- |
| 11.09.  | Wismilak International Bali, Indonesien Tier III – 225.000 $ Hartplatz – 30E/11Q/13D                  | Swetlana Kusnezowa                  | Marion Bartoli                      | 7:5, 6:2       |
| 11.09.  | Wismilak International Bali, Indonesien Tier III – 225.000 $ Hartplatz – 30E/11Q/13D                  | Lindsay Davenport Corina Morariu    | Natalie Grandin Trudi Musgrave      | 6:3, 6:4       |
| 11.09.  | Fed Cup Finale Charleroi, Belgien Sandplatz                                                           | Italien                             | Belgien                             | 3:2            |
| 18.09.  | China Open Peking, China Tier II – 600.000 $ Hartplatz – 28E/32Q/16D/4Q                               | Swetlana Kusnezowa                  | Amélie Mauresmo                     | 6:4, 6:0       |
| 18.09.  | China Open Peking, China Tier II – 600.000 $ Hartplatz – 28E/32Q/16D/4Q                               | Virginia Ruano Pascual Paola Suárez | Anna Tschakwetadse Jelena Wesnina   | 6:2, 6:4       |
| 18.09.  | Banka Koper Slovenia Open (Halle) Portorož, Slowenien Tier IV – 145.000 $ Hartplatz – 32E/32Q/16D/3Q  | Tamira Paszek                       | Maria Elena Camerin                 | 7:5, 6:1       |
| 18.09.  | Banka Koper Slovenia Open (Halle) Portorož, Slowenien Tier IV – 145.000 $ Hartplatz – 32E/32Q/16D/3Q  | Lucie Hradecká Renata Voráčová      | Eva Birnerová Émilie Loit           | kampflos       |
| 18.09.  | Sunfeast Open (Halle) Kalkutta, Indien Tier III – 200.000 $ Hartplatz – 32E/16Q/16D/2Q                | Martina Hingis                      | Olga Putschkowa                     | 6:0, 6:4       |
| 18.09.  | Sunfeast Open (Halle) Kalkutta, Indien Tier III – 200.000 $ Hartplatz – 32E/16Q/16D/2Q                | Liezel Huber Sanie Mirza            | Julija Bejhelsymer Juliana Fedak    | 6:4, 6:0       |
| 25.09.  | FORTIS Championships (Halle) Luxemburg, Luxemburg Tier II – 600.000 $ Hartplatz – 28E/32Q/16D/4Q      | Aljona Bondarenko                   | Francesca Schiavone                 | 6:3, 6:2       |
| 25.09.  | FORTIS Championships (Halle) Luxemburg, Luxemburg Tier II – 600.000 $ Hartplatz – 28E/32Q/16D/4Q      | Květa Peschke Francesca Schiavone   | Anna-Lena Grönefeld Liezel Huber    | 2:6, 6:4, 6:1  |
| 25.09.  | Hansol Korean Open Tennis Championships Seoul, Südkorea Tier IV – 145.000 $ Hartplatz – 32E/26Q/16D   | Eleni Daniilidou                    | Ai Sugiyama                         | 6:3, 2:6, 7:63 |
| 25.09.  | Hansol Korean Open Tennis Championships Seoul, Südkorea Tier IV – 145.000 $ Hartplatz – 32E/26Q/16D   | Virginia Ruano Pascual Paola Suárez | Chuang Chia-jung Mariana Diaz-Oliva | 6:2, 6:3       |
| 25.09.  | Guangzhou International Women’s Open Guangzhou, China Tier III – 200.000 $ Hartplatz – 32E/16Q/16D/2Q | Anna Tschakwetadse                  | Anabel Medina Garrigues             | 6:1, 6:4       |
| 25.09.  | Guangzhou International Women’s Open Guangzhou, China Tier III – 200.000 $ Hartplatz – 32E/16Q/16D/2Q | Li Ting Sun Tiantian                | Vania King Jelena Kostanić          | 6:4, 2:6, 7:5  |

### Oktober
| Datum 1      | Turnier                                                                                                 | Siegerin                             | Finalgegnerin                            | Ergebnis       |
| ------------ | --- | ------------------------------------ | ---------------------------------------- | -------------- |
| 02.10.       | Porsche Tennis Grand Prix (Halle) Stuttgart, Deutschland Tier II – 650.000 $ Hartplatz – 28E/32Q/16D/4Q | Nadja Petrowa                        | Tatiana Golovin                          | 6:3, 7:64      |
| 02.10.       | Porsche Tennis Grand Prix (Halle) Stuttgart, Deutschland Tier II – 650.000 $ Hartplatz – 28E/32Q/16D/4Q | Lisa Raymond Samantha Stosur         | Cara Black Renne Stubbs                  | 6:3, 6:4       |
| 02.10.       | AIG Japan Open Tennis Championships Tokio, Japan Tier III – 200.000 $ Hartplatz – 32E/32Q/16D/4Q        | Marion Bartoli                       | Aiko Nakamura                            | 2:6, 6:2, 6:2  |
| 02.10.       | AIG Japan Open Tennis Championships Tokio, Japan Tier III – 200.000 $ Hartplatz – 32E/32Q/16D/4Q        | Vania King Jelena Kostanić           | Chuang Chia-jung Chan Yung-jan           | 7:62, 5:7, 6:2 |
| 02.10.       | Tashkent Open Taschkent, Usbekistan Tier IV – 145.000 $ Hartplatz – 32E/16Q/16D/2Q                      | Sun Tiantian                         | Iroda Toʻlaganova                        | 6:2, 6:4       |
| 02.10.       | Tashkent Open Taschkent, Usbekistan Tier IV – 145.000 $ Hartplatz – 32E/16Q/16D/2Q                      | Wiktoryja Asaranka Tazzjana Putschak | Maria Elena Camerin Emmanuelle Gagliardi | kampflos       |
| 07. – 15.10. | Kremlin Cup (Halle) Moskau, Russland Tier I – 1.340.000 $ Teppich – 28E/32Q/16D/4Q                      | Anna Tschakwetadse                   | Nadja Petrowa                            | 6:4, 6:4       |
| 07. – 15.10. | Kremlin Cup (Halle) Moskau, Russland Tier I – 1.340.000 $ Teppich – 28E/32Q/16D/4Q                      | Květa Peschke Francesca Schiavone    | Iveta Benešová Galina Woskobojewa        | 6:4, 6:74, 6:1 |
| 07. – 15.10. | PTT Bangkok Open Bangkok, Thailand Tier III – 200.000 $ Hartplatz – 32E/20Q/16D                         | Vania King                           | Tamarine Tanasugarn                      | 2:6, 6:4, 6:4  |
| 07. – 15.10. | PTT Bangkok Open Bangkok, Thailand Tier III – 200.000 $ Hartplatz – 32E/20Q/16D                         | Vania King Jelena Kostanić           | Marina Diaz-Oliva Natalie Grandin        | 7:5, 2:6, 7:5  |
| 16.10.       | Zürich Open (Halle) Zürich, Schweiz Tier I – 1.340.000 $ Hartplatz – 28E/32Q/16D/4Q                     | Marija Scharapowa                    | Daniela Hantuchová                       | 6:1, 4:6, 6:3  |
| 16.10.       | Zürich Open (Halle) Zürich, Schweiz Tier I – 1.340.000 $ Hartplatz – 28E/32Q/16D/4Q                     | Cara Black Rennae Stubbs             | Liezel Huber Katarina Srebotnik          | 7:5, 7:5       |
| 23.10.       | Generali Ladies (Halle) Linz, Österreich Tier II – 600.000 $ Hartplatz – 28E/32Q/16D/4Q                 | Marija Scharapowa                    | Nadja Petrowa                            | 7:5, 6:2       |
| 23.10.       | Generali Ladies (Halle) Linz, Österreich Tier II – 600.000 $ Hartplatz – 28E/32Q/16D/4Q                 | Lisa Raymond Samantha Stosur         | Katarina Srebotnik Corina Morariu        | 6:3, 6:0       |
| 30.10.       | Gaz de France Stars (Halle) Hasselt, Belgien Tier III – 200.000 $ Hartplatz – 32E/32Q/16D/2Q            | Kim Clijsters                        | Kaia Kanepi                              | 6:3, 3:6, 6:4  |
| 30.10.       | Gaz de France Stars (Halle) Hasselt, Belgien Tier III – 200.000 $ Hartplatz – 32E/32Q/16D/2Q            | Lisa Raymond Samantha Stosur         | Eleni Daniilidou Jasmin Wöhr             | 6:2, 6:3       |
| 30.10.       | Challenge Bell (Halle) Québec, Kanada Tier III – 200.000 $ Hartplatz – 32E/32Q/16D/4Q                   | Marion Bartoli                       | Olga Putschkowa                          | 6:0, 6:0       |
| 30.10.       | Challenge Bell (Halle) Québec, Kanada Tier III – 200.000 $ Hartplatz – 32E/32Q/16D/4Q                   | Laura Granville Carly Gullickson     | Jill Craybas Alina Schidkowa             | 6:3, 6:4       |

### November
| Datum 1 | Turnier                                                                                        | Siegerin                     | Finalgegnerin            | Ergebnis      |
| ------- | ---------------------------------------------------------------------------------------------- | ---------------------------- | ------------------------ | ------------- |
| 06.11.  | Sony Ericsson Championships Madrid, Spanien Tour Championships – 3.000.000 $ Hartplatz – 8E/4D | Justine Henin-Hardenne       | Amélie Mauresmo          | 6:4, 6:3      |
| 06.11.  | Sony Ericsson Championships Madrid, Spanien Tour Championships – 3.000.000 $ Hartplatz – 8E/4D | Lisa Raymond Samantha Stosur | Cara Black Rennae Stubbs | 3:6, 6:3, 6:3 |

## Weltrangliste
Die Top Ten am Jahresende:
| Rang | Vorjahr | Name                   | Nation     | Punkte |
| ---- | ------- | ---------------------- | ---------- | ------ |
| 1    | (6)     | Justine Henin-Hardenne | Belgien    | 3998   |
| 2    | (4)     | Marija Scharapowa      | Russland   | 3532   |
| 3    | (3)     | Amélie Mauresmo        | Frankreich | 3391   |
| 4    | (18)    | Swetlana Kusnezowa     | Russland   | 2523   |
| 5    | (2)     | Kim Clijsters          | Belgien    | 2251   |
| 6    | (9)     | Nadja Petrowa          | Russland   | 2189   |
| 7    | (-)     | Martina Hingis         | Schweiz    | 2018   |
| 8    | (8)     | Jelena Dementjewa      | USA        | 1875   |
| 9    | (7)     | Patty Schnyder         | Schweiz    | 1578   |
| 10   | (15)    | Nicole Vaidišová       | Tschechien | 1391   |

## Preisgeld
| Rang | Name                   | Einzel    | Doppel  | Mixed  | Gesamt    |
| ---- | ---------------------- | --------- | ------- | ------ | --------- |
| 1    | Justine Henin-Hardenne | 4.204.810 | -       | -      | 4.204.810 |
| 2    | Marija Scharapowa      | 3.799.501 | -       | -      | 3.799.501 |
| 3    | Amélie Mauresmo        | 3.281.737 | 54.902  | 1.838  | 3.469.727 |
| 4    | Swetlana Kusnezowa     | 1.904.502 | 73.802  | -      | 2.018.304 |
| 5    | Nadja Petrowa          | 1.288.045 | 91.469  | -      | 1.559.514 |
| 6    | Kim Clijsters          | 1.395.542 | 5.450   | -      | 1.463.492 |
| 7    | Jelena Dementjewa      | 1.158.169 | 58.336  | -      | 1.429.005 |
| 8    | Martina Hingis         | 1.103.326 | 900     | 55.311 | 1.159.537 |
| 9    | Samantha Stosur        | 300.188   | 657.675 | 24.394 | 982.257   |
| 10   | Patty Schnyder         | 746.293   | 6.142   | -      | 883.685   |